# Karl Laupach
Karl Laupach ist ein fiktiver deutscher Politiker (SPD). Er soll Mitglied der SPD-Fraktion in der Bremischen Bürgerschaft sein. Laupach stellt wie der Abgeordnete Jakob M. Mierscheid im Deutschen Bundestag oder der Diplomat Edmund Friedemann Dräcker im Auswärtigen Amt ein reines Phantom dar.

## Leben
Aktivitäten des fiktiven Laupach datieren schwerpunktmäßig in den 1990er-Jahren, das Phantom ist aber auch zu Beginn des 21. Jahrhunderts wieder aktiv. Die unter seinem Namen auf den normalen Wegen im bremischen Parlament verbreiteten Anfragen und Eingaben werden weder im Bremer Senat, noch in der Bürgerschaft selbst behandelt. Sie werden regelmäßig allerdings auch der Presse zugestellt. Anfragen und Anträge unter dem Namen Karl Laupach befassten sich mit sehr verschiedenen Themen. Unter dem Titel „Liquidität durch Kreativität“ wurde beispielsweise 2006 angefragt, ob der Senat die Einrichtung eines Sonderforschungsbereichs für Chaosforschung nebst der Finanzierung desselben über Schattenhaushalte einzurichten gedenke. Eine andere Anfrage bezog sich auf die Ergänzung der Finanzierung der CDU-Fraktion mit einem Oppositionsbonus zu einem Zeitpunkt, als die CDU im Rahmen einer Großen Koalition an der Regierung beteiligt war.
Anlässlich des 50-jährigen Jubiläums von Radio Bremen berichtete der Sender 1995, dass der Abgeordnete Karl Laupach in den Drogenhandel der Hansestadt verstrickt sei.
Ungeklärt ist, wer sich hinter dem fiktiven Abgeordneten verbirgt. Es wurden in den 1990er-Jahren Abgeordnete oder Regierungsmitglieder der SPD vermutet. Hinter dem fiktiven Abgeordneten wird mittlerweile ein Autorenkollektiv angenommen.